# Pediobius anomalus
Pediobius anomalus  (лат.) — вид паразитических наездников рода Pediobius из семейства Eulophidae (Chalcidoidea) отряда перепончатокрылые насекомые. Юго-Восточная Азия (Индия, Малайзия, Филиппины). Переднеспинка с шейкой, отграниченной килем (поперечным гребнем). Щит среднеспинки с развитыми изогнутыми парапсидальными бороздками. Среди первичных хозяев такие насекомые, как бабочки Antispila anna (Heliozelidae), Metisa plana (Psychidae), жуки-златки Endelus bakeri (Buprestidae). Ассоциированы с растениями Elaeis guineensis (Arecaceae).